# MP 05
De MP 05 is een bandenmetro die dienstdoet in de Franse hoofdstad Parijs. De letters MP verwijzen naar métro sur pneumatiques (metro op banden). Het materieel heeft geen bestuurder en rijdt volautomatisch. Deze treinen zijn gebouwd door Alstom in Valenciennes en worden geëxploiteerd door de RATP.
Treinstellen van dit type zijn ingezet op lijnen 1 en 4. Op lijn 14 zijn MP 05-metro's in gebruik tot 2023. Met de ingebruikstelling van de nieuwe MP 14 zijn de metro's op lijn 14 naar lijn 4 overgedragen. De MP 05 is van de automatische MP 89 te onderscheiden door het regenboogachtige interieur. De MP 89 en de MP 05 behoren beide tot de Alstom Metropolis-serie.

## Metrolijn 1
Het MP 05-materieel wordt vanaf 3 november 2011 geleidelijk aan geïntroduceerd op lijn 1, die inmiddels omgebouwd is voor volautomatisch bedrijf. Het vervangt het MP 89-materieel, dat tot dan toe dienstdoet op deze lijn en zal worden ingezet op lijn 4.
Op hun beurt worden de MP 59-treinen van lijn 4 verplaatst naar lijn 11.

## Metrolijn 4
Als vervolg op de introductie van het nieuwe MP 14-materieel op lijn 14 worden MP 05-treinen op lijn 4 gebruikt, die sinds eind 2023 ook volautomatisch rijdt.

## Metrolijn 14
Vier treinstellen van het type MP 05 rijden vanaf 2012 op lijn 14 om op die lijn extra capaciteit te bieden. Vanwege de uitbreiding naar Saint-Ouen zijn in februari 2012 14 extra treinstellen besteld. Eind 2023 zijn alle MP 05-treinen naar lijn 4 overgedragen.
Banden: MP 59 · MP 73 · MP 89 · MP 05 · MP 14      Staal: MF 67 · MF 77 · MF 88 · MF 01 · MF 19 (toekomstig)